# Marc Gicquel
Pour les articles homonymes, voir Gicquel.
Marc Gicquel, né le 30 mars 1977 à Tunis, est un joueur de tennis français, professionnel entre 1999 et 2014.
Finaliste de trois tournois ATP en simple, il a été 37e mondial en 2008. Il a atteint le troisième tour de tous les tournois du Grand Chelem et il est même parvenu en huitièmes de finale de l'US Open en 2006. En double, il a remporté quatre tournois ATP pour un total de sept finales jouées et a atteint une 38e place mondiale en 2009.

## Carrière

### 1996 - 2001
Il a été formé à Ploufragan (ATG : Amicale de tennis du Griffon) commune limitrophe de Saint-Brieuc. Il débute dans les tournois Satellite de Saint-Brieuc en janvier 1996 et janvier 1997 puis à Andrezieux-Boutheon en février 1998, où il gagne enfin un match dans le tableau principal de cette catégorie. Il passe PRO lors du tournoi Futures de Saint Brieuc en avril 1999, où il arrive en finale. Il est médaillé de bronze en double du tournoi de tennis des Universiade d'été de 1999 à Palma de Majorque en Espagne avec le Franco-Algérien Slimane Saoudi. Entre 1999 et 2002 il ne dispute alors quasiment que des tournois Futures en France, n'ayant pas envie de voyager et préférant rester auprès de ses proches. Il décide plus tard de franchir le pas en allant disputer des Challengers, puis des tournois du circuit principal, pour ne pas avoir de regrets. Il joue tout de même durant cette période quelques tournois Futures en Espagne au Maroc, au Royaume-Uni et aussi un Satellite au Portugal en 2001, où il gagne son premier tournoi.

### 2002 - 2005
En 2002 il joue le tournoi ATP de Marseille sur le circuit principal et enchaîne sur des premiers tournois Challenger à Andrézieux et Cherbourg. Après un Satellite en Italie et un Challenger à Zagreb en Serbie, il gagne son premier tournoi Futures à Saint Brieuc, puis il perd peu après en qualification de Roland Garros. Il perd en qualification à Wimbledon et joue alors un peu partout en Europe dans la deuxième partie de 2002 et l'année 2003.
En 2004 il joue pour la première fois un 1er tour en Grand Chelem, après s'être extrait des qualifications à Roland Garros. Il se signale ensuite en remportant le Challenger de Timisoara. En 2005, il continue sa progression avec une victoire au Challenger de Grenoble, où il bat notamment Gilles Simon, Thierry Ascione, Fabrice Santoro et Thomas Enqvist ; plus tard, il battra également David Ferrer, alors 16e mondial, à Lyon, où il atteint les quarts de finale. Il finit ainsi l'année aux portes des 100 premiers mondiaux.

### 2006 - 2007
C'est donc logiquement qu'il entre dans les 100 premiers mondiaux en 2006, où il alterne les tournois Challengers avec une victoire à Saint-Brieuc et les tournois du circuit principal, où il passe notamment pour la première fois un tour en Grand Chelem à Roland-Garros. Performance qu'il surpasse quelques mois plus tard à l'US Open où réalise son meilleur parcours en Grand Chelem en atteignant les 1/8, après avoir éliminé deux anciens vainqueurs de Roland-Garros, Juan Carlos Ferrero no 18 mondial et Gastón Gaudio no 24 ; il s'incline ensuite face à Roger Federer, futur vainqueur du tournoi.
Pour sa première finale d'un tournoi ATP en 2006 (Lyon), il est battu par Richard Gasquet. Il atteint de nouveau la finale du Lyon l'année suivante, mais il est de nouveau battu par un Français, Sébastien Grosjean.
En fin d'année 2007, il décroche le titre de Champion de France Inter-Clubs avec l'AS Patton de Rennes. Il bat en cours d'année le no 9 mondial Tommy Robredo.

### 2008 - 2009
Début 2008, Marc Gicquel gagne le tournoi Challenger de Besançon. Il commence l'année par une finale en double à Chennai (Inde) puis atteint les quarts de finale à Estoril et à Casablanca. À l'Open d'Australie il atteint pour la seule fois de sa carrière le troisième tour en bénéficiant de l'abandon de	Stanislas Wawrinka (6-2, 3-6, 7-6(5), 2-1 abandon). Il s'incline ensuite en finale du tournoi de Bois-le-Duc sur gazon, au cours duquel il bat Richard Gasquet no 9 mondial. À Wimbledon il atteint pour l'unique fois de sa carrière le troisième tour, chanceux au premier tour lorsque son adversaire Kei Nishikori abandonne à 1 set partout (4-6, 7-5, abandon) puis au deuxième tour également lorsqu'il remonte de deux sets à zéro et sauve deux balles de matchs contre Ilija Bozoljac (4-6, 5-7, 7-6(1), 7-6(0), 6-3). Lors de l'été 2008, il signe sa première victoire en double à Washington.
Ensuite, il décroche le titre de Champion d'Italie Inter-Clubs avec le CSA Capri (Capri Sports Academy) début décembre. Pour terminer la saison, il participe au Masters France mais finit 3e de sa poule, ne gagnant qu'une rencontre face à Josselin Ouanna.
En 2009, Marc Gicquel associé à Jo-Wilfried Tsonga remporte l'Open de Brisbane en double. En février, il réalise une jolie performance au tournoi de Rotterdam (classé ATP 500 Series) en atteignant les quarts de finale après avoir éliminé en huitièmes de finale Paul-Henri Mathieu. Il échoue aux portes des demies face à Andy Murray. En mai, il remporte le BNP Paribas Primrose Bordeaux. À Roland-Garros, il bat Andreas Beck le 28 mai 2009 sur le score de 6-4, 6-7, 7-6, 7-5 et se qualifie pour la première fois de sa carrière en 1/16 de finale de ce tournoi. Il perd à ce stade de la compétition face à Andy Roddick, 6-1, 6-4, 6-4.

### 2010 - 2012
À l'Open d'Australie 2010, il atteint le 2e tour mais contracte une blessure à la jambe qui va casser la bonne dynamique de sa carrière alors qu'il était 52e mondial. Il essaie de participer au Masters 1000 de Miami en mars mais doit abandonner contre Schwank 4-3ab. Il ne retrouvera pas le niveau qui lui permit d'être durablement installé autour de la 50e place mondiale.
En mai 2010, il quitte les 100 meilleurs mondiaux pour la première fois depuis juin 2006. Il participe à Roland-Garros, il est battu nettement par Pere Riba toujours handicapé par sa jambe. Même scénario en juin 2010 à Wimbledon, où il est également battu au 1er tour par Paul-Henri Mathieu en 4 sets cette fois.
Il parvient à s'extraire des qualifications de l'US Open avant de perdre contre Thiemo de Bakker au 1er tour.
En octobre 2010, il remporte l'Open de Rennes (challenger) en battant en finale Stéphane Bohli sur le score de 7-6, 4-6, 6-1. Une performance qui lui permet de rester dans les 200 meilleurs mondiaux jusqu'en 2011.
En mai 2011, il remporte pour la seconde fois le tournoi challenger BNP Paribas Primrose Bordeaux doté de 110 points ATP pour le vainqueur où il bat 3 membres du top 100 : Mischa Zverev, puis Jérémy Chardy 7-6 6-7 7-6 et enfin Julien Benneteau 1-6 6-2 6-3 en demi-finale. Il remporte la finale face à Horacio Zeballos (108e mondial) 6-2 6-4. Marc Gicquel pointe à la 110e place mondiale au classement ATP. Dans la foulée, il participe à Roland-Garros 2011 et Wimbledon 2011 en qualité de repêché après avoir perdu au 3e tour des qualifications des deux tournois. Il réintègre le top 100 en septembre et est qualifié directement pour le tableau principal de l'US Open, où il sera défait par Jack Sock.
Une période difficile s'amorce pour le natif de Tunis qui descendra jusqu'à la 266e place mondiale en septembre 2012 et ne participera plus à aucun grand chelem jusqu'en mai 2013.
En octobre 2012, il se relance en remportant le challenger de Genève (et ses 100 points ATP) en battant Matthias Bachinger (120e mondial) en finale. Au cours de l'année 2012, Marc Gicquel a également remporté 3 tournois Futures en France. Il rempile pour l'année 2013, qu'il pensait être sa dernière s'il n'arrivait pas à réintégrer le top 100.

### 2013 - 2014
En février 2013 lors de l'Open de Montpellier, il remporte le titre en double, associé à Michaël Llodra. Dans le foulée, le Breton atteint la finale du tournoi Challenger de Quimper.
Il se qualifie au Master 1000 d'Indian Wells en mars en participant aux qualifications, où il bat Daniel Brands. Au 1er tour, Bernard Tomic le bat difficilement 5-7, 6-7.
Gicquel est invité par les organisateurs à Roland-Garros, où il s'incline contre Fernando Verdasco. Il remporte le Challenger de Saint-Rémy-de-Provence et ses 80 points ATP en septembre 2013, ce qui lui permet de réintégrer, le 9 septembre 2013, le top 100 pour deux semaines. En fin d'année, lors du championnat interclubs de France, il mènera son club, le TC Paris, à la victoire en remportant tous ses simples.
En février 2014, il brille à nouveau à Montpellier. Il remporte ses trois matches de qualifications. Dans le tableau principal, il remporte contre Michaël Llodra son 1er match ATP depuis juin 2010 (au Queen's). Il réalise la performance de battre le 20e mondial Gilles Simon, qui était certes diminué par une blessure, 7-6, 6-3, avant de s'incliner en quart de justesse contre Jarkko Nieminen (36e mondial). Il atteint de nouveau la finale du double, mais il est défait en compagnie de Nicolas Mahut cette fois. Il remporte les tournois Challenger en double de Bordeaux avec Serhiy Stakhovsky et de Mons avec Nicolas Mahut. En octobre, il joue son dernier tournoi professionnel en simple à l'Open de Rennes. Il y bat Paul-Henri Mathieu au 2e tour puis s'incline en quart face à Nicolas Mahut.

## Divers et après-carrière
Il est marié et a deux enfants, Noah et Léa.
Il est l'ambassadeur de l'Open de Quimper depuis 2014.
À la fin de sa carrière, il devient entraîneur au sein de la All In Tennis Academy. En 2015, il commence par entraîner Nicolas Mahut quelques semaines puis devient l'entraîneur d'Adrian Mannarino à partir du tournoi de Madrid jusqu'à la fin de la saison 2015.
Il est aujourd'hui entraineur de Grégoire Barrère, aux portes du Top50 ATP.

## Palmarès

### Finales en simple (3)
| No | Date       | Nom et lieu du tournoi             | Catégorie   | Dotation  | Surface         | Vainqueur          | Score     |          |
| -- | ---------- | ---------------------------------- | ----------- | --------- | --------------- | ------------------ | --------- | -------- |
| 1  | 23-10-2006 | Grand Prix de tennis de Lyon, Lyon | Int' Series | 775 000 $ | Moquette (int.) | Richard Gasquet    | 6-3, 6-1  | Parcours |
| 2  | 22-10-2007 | Grand Prix de tennis de Lyon, Lyon | Int' Series | 775 000 $ | Moquette (int.) | Sébastien Grosjean | 7-65, 6-4 | Parcours |
| 3  | 16-06-2008 | Ordina Open, Bois-le-Duc           | Int' Series | 349 000 € | Gazon (ext.)    | David Ferrer       | 6-4, 6-2  | Parcours |

### Titres en double (4)
| No | Date       | Nom et lieu du tournoi               | Catégorie   | Dotation  | Surface    | Partenaire         | Finalistes                      | Score            |          |
| -- | ---------- | ------------------------------------ | ----------- | --------- | ---------- | ------------------ | ------------------------------- | ---------------- | -------- |
| 1  | 11-08-2008 | Legg Mason Tennis Classic Washington | Int' Series | 483 000 $ | Dur (ext.) | Robert Lindstedt   | Bruno Soares Kevin Ullyett      | 7-66, 6-3        | Parcours |
| 2  | 05-01-2009 | Brisbane International Brisbane      | ATP 250     | 484 750 $ | Dur (ext.) | Jo-Wilfried Tsonga | Fernando Verdasco Mischa Zverev | 6-4, 6-3         | Parcours |
| 3  | 04-01-2010 | Brisbane International Brisbane      | ATP 250     | 372 500 $ | Dur (ext.) | Jérémy Chardy      | Lukáš Dlouhý Leander Paes       | 6-3, 7-65        | Parcours |
| 4  | 04-02-2013 | Open Sud de France Montpellier       | ATP 250     | 410 200 € | Dur (int.) | Michaël Llodra     | Johan Brunström Raven Klaasen   | 6-3, 3-6, [11-9] | Parcours |

### Finales en double (3)
| No | Date       | Nom et lieu du tournoi         | Catégorie   | Dotation  | Surface      | Vainqueurs                            | Partenaire       | Score            |          |
| -- | ---------- | ------------------------------ | ----------- | --------- | ------------ | ------------------------------------- | ---------------- | ---------------- | -------- |
| 1  | 09-07-2007 | Allianz Suisse Open Gstaad     | Int' Series | 471 000 $ | Terre (ext.) | František Čermák Pavel Vízner         | Florent Serra    | 5-7, 7-5, [10-7] | Parcours |
| 2  | 31-12-2007 | Chennai Open Chennai           | Int' Series | 411 000 $ | Dur (ext.)   | Sanchai Ratiwatana Sonchat Ratiwatana | Márcos Baghdatís | 6-4, 7-5         | Parcours |
| 3  | 03-02-2014 | Open Sud de France Montpellier | ATP 250     | 426 605 € | Dur (int.)   | Nikolay Davydenko Denis Istomin       | Nicolas Mahut    | 6-4, 1-6, [10-7] | Parcours |

## Parcours dans les tournois duGrand Chelem

### En simple
| Année | Open d'Australie | Open d'Australie | Internationaux de France | Internationaux de France | Wimbledon       | Wimbledon     | US Open         | US Open      |
| ----- | ---------------- | ---------------- | ------------------------ | ------------------------ | --------------- | ------------- | --------------- | ------------ |
| 2002  | —                | —                | Q1                       | Dick Norman              | —               | —             | —               | —            |
| 2003  | —                | —                | Q1                       | Peter Luczak             | —               | —             | —               | —            |
| 2004  | —                | —                | 1er tour (1/64)          | F. Vicente               | —               | —             | —               | —            |
| 2005  | Q2               | J.-R. Lisnard    | Q3                       | Novak Djokovic           | —               | —             | —               | —            |
| 2006  | Q3               | Zack Fleishman   | 2e tour (1/32)           | N. Kiefer                | —               | —             | 1/8 de finale   | R. Federer   |
| 2007  | 2e tour (1/32)   | A. Roddick       | 1er tour (1/64)          | G. Gaudio                | 1er tour (1/64) | J. Hernych    | 1er tour (1/64) | T. Berdych   |
| 2008  | 3e tour (1/16)   | N. Davydenko     | 2e tour (1/32)           | T. Robredo               | 3e tour (1/16)  | R. Federer    | 1er tour (1/64) | I. Andreev   |
| 2009  | 1er tour (1/64)  | D. Nalbandian    | 3e tour (1/16)           | A. Roddick               | 2e tour (1/32)  | A. Seppi      | 2e tour (1/32)  | A. Roddick   |
| 2010  | 2e tour (1/32)   | A. Murray        | 1er tour (1/64)          | P. Riba                  | 1er tour (1/64) | P.-H. Mathieu | 1er tour (1/64) | T. de Bakker |
| 2011  | Q1               | J.-R. Lisnard    | 1er tour (1/64)          | A. Montañés              | 1er tour (1/64) | M. Raonic     | 1er tour (1/64) | J. Sock      |
| 2012  | —                | —                | Q3                       | Jesse Levine             | —               | —             | —               | —            |
| 2013  | Q2               | Denys Molchanov  | 1er tour (1/64)          | F. Verdasco              | 1er tour (1/64) | V. Pospisil   | —               | —            |
| 2014  | Q1               | Jan Hernych      | Q2                       | Andreas Beck             | —               | —             | —               | —            |

N.B. : à droite du résultat se trouve le nom de l'ultime adversaire.

### En double
| Année | Open d'Australie           | Open d'Australie      | Internationaux de France          | Internationaux de France | Wimbledon                  | Wimbledon            | US Open                    | US Open              |
| ----- | -------------------------- | --------------------- | --------------------------------- | ------------------------ | -------------------------- | -------------------- | -------------------------- | -------------------- |
| 2005  | —                          | —                     | 2e tour (1/16) N. Devilder        | L. Paes N. Zimonjić      | —                          | —                    | —                          | —                    |
| 2006  | 1er tour (1/32) G. Monfils | C. Haggard H. Levy    | 1er tour (1/32) G. Simon          | O. Marach C. Suk         | —                          | —                    | —                          | —                    |
| 2007  | 2e tour (1/16) F. Serra    | W. Moodie T. Perry    | 1er tour (1/32) F. Serra          | P. Hanley K. Ullyett     | 2e tour (1/16) F. Serra    | M. Knowles D. Nestor | 1er tour (1/32) O. Rochus  | P. Hanley K. Ullyett |
| 2008  | 1/4 de finale F. Santoro   | J. Erlich A. Ram      | 1er tour (1/32) F. Santoro        | N. Devilder O. Patience  | 1er tour (1/32) F. Santoro | M. Mirnyi J. Murray  | 1/8 de finale S. Grosjean  | F. López F. Verdasco |
| 2009  | 1er tour (1/32) A. Clément | A. Peya P. Petzschner | 1er tour (1/32) J. Chardy         | B. Soares K. Ullyett     | 2e tour (1/16) A. Clément  | J. Blake M. Fish     | 2e tour (1/16) F. Santoro  | W. Moodie D. Norman  |
| 2010  | 1er tour (1/32) J. Chardy  | F. Fognini P. Starace | 2e tour (1/16) É. Roger-Vasselin  | N. Almagro S. Ventura    | —                          | —                    | 1er tour (1/32) G. Monfils | B. Klahn T. Smyczek  |
| 2011  | —                          | —                     | 1er tour (1/32) É. Roger-Vasselin | J. Tipsarević V. Troicki | —                          | —                    | 1er tour (1/32) G. Monfils | F. Mayer R. Wassen   |
| 2012  | —                          | —                     | 2e tour (1/16) É. Roger-Vasselin  | M. Ebden R. Harrison     | —                          | —                    | —                          | —                    |
| 2013  | —                          | —                     | 2e tour (1/16) É. Roger-Vasselin  | I. Dodig M. Melo         | —                          | —                    | —                          | —                    |
| 2014  | 1er tour (1/32) B. Paire   | M. Draganja M. Pavić  | 2e tour (1/16) J. Eysseric        | B. Bryan M. Bryan        | —                          | —                    | —                          | —                    |

N.B. : le nom du ou de la partenaire se trouve sous le résultat ; le nom des ultimes adversaires se trouve à droite.

### En double mixte
| Année | Open d'Australie | Open d'Australie | Internationaux de France        | Internationaux de France | Wimbledon | Wimbledon | US Open | US Open |
| ----- | ---------------- | ---------------- | ------------------------------- | ------------------------ | --------- | --------- | ------- | ------- |
| 2013  | -                | -                | 1er tour (1/16) Caroline Garcia | K. Srebotnik N. Zimonjić | -         | -         | -       | -       |

N.B. : le nom de la partenaire se trouve sous le résultat ; le nom des ultimes adversaires se trouve à droite.

## Parcours dans lesMasters 1000
| Année | Indian Wells        | Miami               | Monte-Carlo             | Rome                 | Hambourg puis Madrid | Canada | Cincinnati          | Madrid puis Shanghai | Paris                |
| ----- | ------------------- | ------------------- | ----------------------- | -------------------- | -------------------- | ------ | ------------------- | -------------------- | -------------------- |
| 2006  | —                   | —                   | —                       | —                    | —                    | —      | 1er tour K. Vliegen | —                    | 1er tour S. Wawrinka |
| 2007  | 1er tour M. Russell | 1er tour E. Korolev | 2e tour G. García-López | 1er tour J. I. Chela | 1er tour G. Simon    | —      | 1er tour S. Querrey | 1er tour M. Ančić    | —                    |
| 2008  | 2e tour J. Blake    | 1er tour A. Seppi   | 1er tour J. Nieminen    | —                    | —                    | —      | —                   | —                    | 1er tour R. Štěpánek |
| 2009  | 2e tour R. Federer  | 1er tour J. Mónaco  | 2e tour D. Ferrer       | —                    | —                    | —      | —                   | —                    | —                    |
| 2010  | —                   | 1er tour E. Schwank | —                       | —                    | —                    | —      | —                   | —                    | —                    |
| 2011  | —                   | —                   | —                       | —                    | —                    | —      | —                   | —                    | —                    |
| 2012  | —                   | —                   | —                       | —                    | —                    | —      | —                   | —                    | —                    |
| 2013  | —                   | 1er tour B. Tomic   | —                       | —                    | —                    | —      | —                   | —                    | —                    |

N.B. : sous le résultat se trouve le nom de l’ultime adversaire.

## Statistiques sur le circuit ATP
- Simple : 205 matchs / 92 victoires / 113 défaites / 3 finales.
- Double : 119 matchs / 58 victoires / 61 défaites / 4 titres.
- Victoires sur le top 10 : Tommy Robredo en 2007 et Richard Gasquet en 2008, tous deux no 9 mondial.

## Classement ATP et principaux résultats
2004 : no 159 au mieux
- Vainqueur du Challenger de Timisoara (Challenger) (50 pts)

2005 : no 123 au mieux
- Vainqueur de l'Open des Alpes de Grenoble (Challenger) (70 pts)
- 1/4 de finale au Grand Prix de tennis de Lyon (65 pts)

2006 : no 50 au mieux
- Vainqueur de l'Open Prévadiès de Saint-Brieuc (Challenger) (50 pts)
- Finale au Grand Prix de tennis de Lyon (155 pts) et du tournoi de Montauban (Challenger) (35 pts)
- 1/2 finale à l'Open de Moselle (75 pts)
- 1/4 de finale à l'Open d'Amersfoort (40 pts)
- 1/8 de finale à l'US Open (150 pts)

2007 : no 38 au mieux
- Finale au Grand Prix de tennis de Lyon (155 pts) et en double à l'Open de Gstaad
- 1/2 finale au tournoi de Casablanca (75 pts)
- 1/4 de finale à l'Open de Croatie (45 pts), à l'Open de Halle (55 pts), Open de Gstaad (45 pts) et au tournoi de Bucarest (40 pts)

2008 : no 37 au mieux
- Victoire de l'Open de Franche-Comté (Challenger) (160 pts)
- Victoire en double au Classic de Washington
- Finale à l'Open de Bois-le-Duc (240 pts) et en double à l'Open de Chennai
- 1/2 finale à l'open d'Amersfoort (150pts) et en double au tournoi Bois-le-Duc, à l'Open de Munich, l'Open de Moselle et au Grand Prix de tennis de Lyon
- 1/4 de finale à l'Open d'Estoril, à l'Open de Casablanca, au tournoi de Los Angeles, et à l'Open de Moselle (80 pts)
- 1/4 de finale en double à l'Open d'Australie
- 1/16 de finale de l'Open d'Australie et à Wimbledon (150 pts)

2009 : no 40 au mieux
- Vainqueur du BNP Paribas Primrose Bordeaux (Challenger) (100 pts)
- 1/4 de finale au Tournoi de Rotterdam (100 pts), à l'Open de Casablanca, au Classic d'Indianapolis, au Grand Prix de tennis de Lyon (45 pts)
- 1/8 de finale du Tournoi de Washington (45 pts)
- 1/16 de finale de Roland-Garros (90 pts)

2010 : no 51 au mieux
- Vainqueur de l'Open de Rennes (Challenger) (100 pts)
- Vainqueur de l'Open de Caen
- Demi-Finale de l'Ethias Trophy de Mons (Challenger) (45 pts)
- 1/4 de finale à l'Open d'Auckland (45 pts)

2011 : no 95 au mieux
- Vainqueur du BNP Paribas Primrose Bordeaux (Challenger) (110 pts)
- Demi-finale de Sopot (Challenger) (45 pts) et de San Marino (Challenger) (40 pts)

2012 : no 142 au mieux
- Vainqueur de l'Open de Genève (Challenger) (100 pts) et de 3 tournois ITF Future

2013 : no 99 au mieux
- Victoire en double de l'Open de Montpellier
- Vainqueur du Trophée des Alpilles à Saint-Rémy-de-Provence (Challenger) (80 pts)
- Finaliste de l'Open BNP Paribas Banque de Bretagne à Quimper (Challenger) (55 pts)
- Demi-Finale de l'Ethias Trophy de Mons (Challenger) (45 pts)

2014 : no 114 au mieux
- Finaliste en double de l'Open de Montpellier
- 1/4 finale à l'Open de Montpellier (57 pts)
- Vainqueur en double du BNP Paribas Primrose Bordeaux et de l'Ethias Trophy

## Classements ATP en fin de saison
Classements en simple à l'issue de chaque saison (1999-2014) :
| Année | 1999 | 2000 | 2001 | 2002 | 2003 | 2004 | 2005 | 2006 | 2007 | 2008 | 2009 | 2010 | 2011 | 2012 | 2013 | 2014 |
| Rang  | 714  | 1334 | 406  | 225  | 411  | 163  | 123  | 50   | 70   | 54   | 58   | 151  | 145  | 153  | 119  | 334  |

Source : (en) Classements de Marc Gicquel sur le site officiel de la Fédération internationale de tennis